# Termòmetre Cottet
El termòmetre Cottet és un element decoratiu de l'antiga òptica del mateix nom, situada a l'avinguda del Portal de l'Àngel, 40 de Barcelona. El 25 de març del 1999, l'Institut del Paisatge Urbà de l'Ajuntament de Barcelona el va catalogar a l'inventari dels Petits paisatges de Barcelona, i el 2016 va ser inclòs en el Catàleg del Patrimoni Arquitectònic, Històric-Artístic i Paisatgístic dels Establiments Emblemàtics de la Ciutat de Barcelona com a element d'interès paisatgístic (categoria E3).

## Descripció
Es tracta d'un termòmetre electrònic amb una amplitud tèrmica entre -5 i 42 °C. Parteix dels 4 metres per sobre el terra, s'alça fins als 24 m i es troba a 0,6 m de la façana de l'edifici. L'aparell pesa dues tones i es caracteritza per les bombetes vermelles de l'interior les quals visualitzen la temperatura.
El termòmetre digital disposa d'una sonda situada a la base d'aquest i està totalment resguardada del sol per a evitar mesures errònies. També disposa d'una resistència tèrmica que regula l'entrada de corrent segons la temperatura exterior.

## Història
El 1902, Constantí Cottet, natural de la regió francesa del Jura, va fundar un establiment d'òptica a l'avinguda del Portal de l'Àngel de Barcelona, anomenat Optical Franco Española. A la seva mort el 1915, el negoci fou heretat pels seus fills Ronald, Ferran i Renat Cottet i Monet, que el 1930 van obrir una sucursal a Madrid. En esclatar la Guerra Civil espanyola marxaren de Barcelona i s'establiren a Sevilla, on van fundar un petit taller d'òptica (vegeu INDO).
El 1943, durant un viatge per Europa per a conèixer els darrers avenços tècnics, els germans Cottet van descobrir termòmetres gegants a Copenhaguen i Brussel·les, i van decidir instal·lar-ne un a Barcelona com a reclam publicitari. Així, l'any següent van contactar amb una empresa de la primera d'aquestes ciutats, obtenint els permisos burocràtics corresponents, pero les seqüeles de la Segona Guerra Mundial van estroncar el projecte.
Finalment, després de dos intents més fracassats, el 1955 van contactar amb l'enginyer Nebot de l'empresa Guerin societat en comandita (el director de la qual era Antoni Guerin i Ventura), que s'encarregaria del projecte tècnic (tot i que algunes fonts l'atribueixen erròniament a l'arquitecte Pere Ricart i Biot). Les obres van començar aquell mateix any i el desembre es va muntar l'estructura. Tanmateix, l'onada de fred del febrer de 1956 va fer que el termòmetre es posés en marxa el dia 4, essent inaugurat oficialment el 25, amb anuncis a la premsa que deien que era el més gran del món.
El 1971, va ser remodelat per dos enginyers electrònics alemanys per a solucionar les avaries que es produïen a les connexions durant els dies de pluja. El 6 juliol del 1982, en plena onada de calor, les bombetes van ser substituïdes per unes altres més potents amb més visibilitat diurna. El 1998, amb motiu de la rehabilitació de la façana de l'edifici Cottet, l'interior del termòmetre fou desmuntat, renovant-se la instal·lació elèctrica i incorporant-hi una sonda, a més del repintat exterior i el segellat de les juntes amb silicona per a evitar les filtracions d'aigua.
L'any 2009, el termòmetre va començar a fallar, però a causa de l'elevat cost no es va poder reparar. Sortosament, el 2011 es va signar un conveni entre l'organisme municipal esmentat i la cadena Cottet per a sufragar-ne les despeses, uns 70.000 euros. Els treballs van consistir fonamentalment en la substitució dels 710 tubs de neó per LEDs de baix consum, així com els panells d'acer inoxidable dels dígits i els guions dels graus per metacrilats retroil·luminats amb LEDs, per augmentar-ne la visilibilitat diurna.
El 2019 va quedar en desús pel trasllat de l'Òptica Cottet a un altre indret, però els nous propietaris han rehabilitat la façana juntament amb el termòmetre, que torna a funcionar.